# Santa Maria do Salto
Santa Maria do Salto es una ciudad brasileña del interior de Minas Gerais. El área del municipio es de 553 km², y su población, según el censo de 2007, es de 5.837 habitantes. Está situada a 170 m de altitud de 170 m, a 16° 20´20´00 de latitud sur y 40° 07´51” de longitud oeste.